# Xã Logan, Quận Blair, Pennsylvania
Xã Logan (tiếng Anh: Logan Township) là một xã thuộc quận Blair, tiểu bang Pennsylvania, Hoa Kỳ. Năm 2010, dân số của xã này là 12.289 người.